# HD 102365
HD 102365 är en dubbelstjärna belägen i den mellersta delen av stjärnbilden Kentauren. Den har en skenbar magnitud av ca 4,88 och är svagt synlig för blotta ögat där ljusföroreningar ej förekommer. Baserat på parallax enligt Gaia Data Release 2 på ca 107,6 mas, beräknas den befinna sig på ett avstånd på ca 30 ljusår (ca 9,3 parsek) från solen. Den rör sig bort från solen med en heliocentrisk radialhastighet på ca 15 km/s.

## Egenskaper
Primärstjärnan HD 102365 A är en gul till vit stjärna i huvudserien av spektralklass G2 II. Den har en massa som är ca 0,9 solmassor, en radie som är ca 0,96 solradier och har ca 0,85 gånger solens utstrålning av energi från dess fotosfär vid en effektiv temperatur av ca 5 600 K.
HD 102365 A har en följeslagare med gemensam egenrörelse som upptäcktes av W. J. Luyten 1960. Den är en stjärna av spektraltyp M som verkar röra sig i en vid omloppsbana kring primärstjärnan med en separation av ca 211 astronomiska enheter (AE). Som jämförelse kretsar Neptunus på ett genomsnittligt avstånd av 30 AE från solen.

## Planetsystem
HD 102365 A tros vara omkretsad av en Neptunusliknande planet med en massa som är 16 gånger jordens. Planetens omloppsperiod är 122,1 dygn. Inga andra planeter har upptäckts i omloppsbana kring stjärnan. En undersökning av konstellationen i infraröd våglängd avslöjade inget överskott som skulle tyda på förekomst av en omgivande stoftskiva.
| Planet | Massa            | Halv storaxel (AE) | Siderisk omloppstid (d) | Excentricitet | Inklination | Radie |
| ------ | ---------------- | ------------------ | ----------------------- | ------------- | ----------- | ----- |
| b      | ≥0,05 ± 0,008 MJ | 0,46 ± 0,04        | 122,1 ± 0,3             | 0,34 ± 014    | -           | -     |